# Markt (Senftenberg)

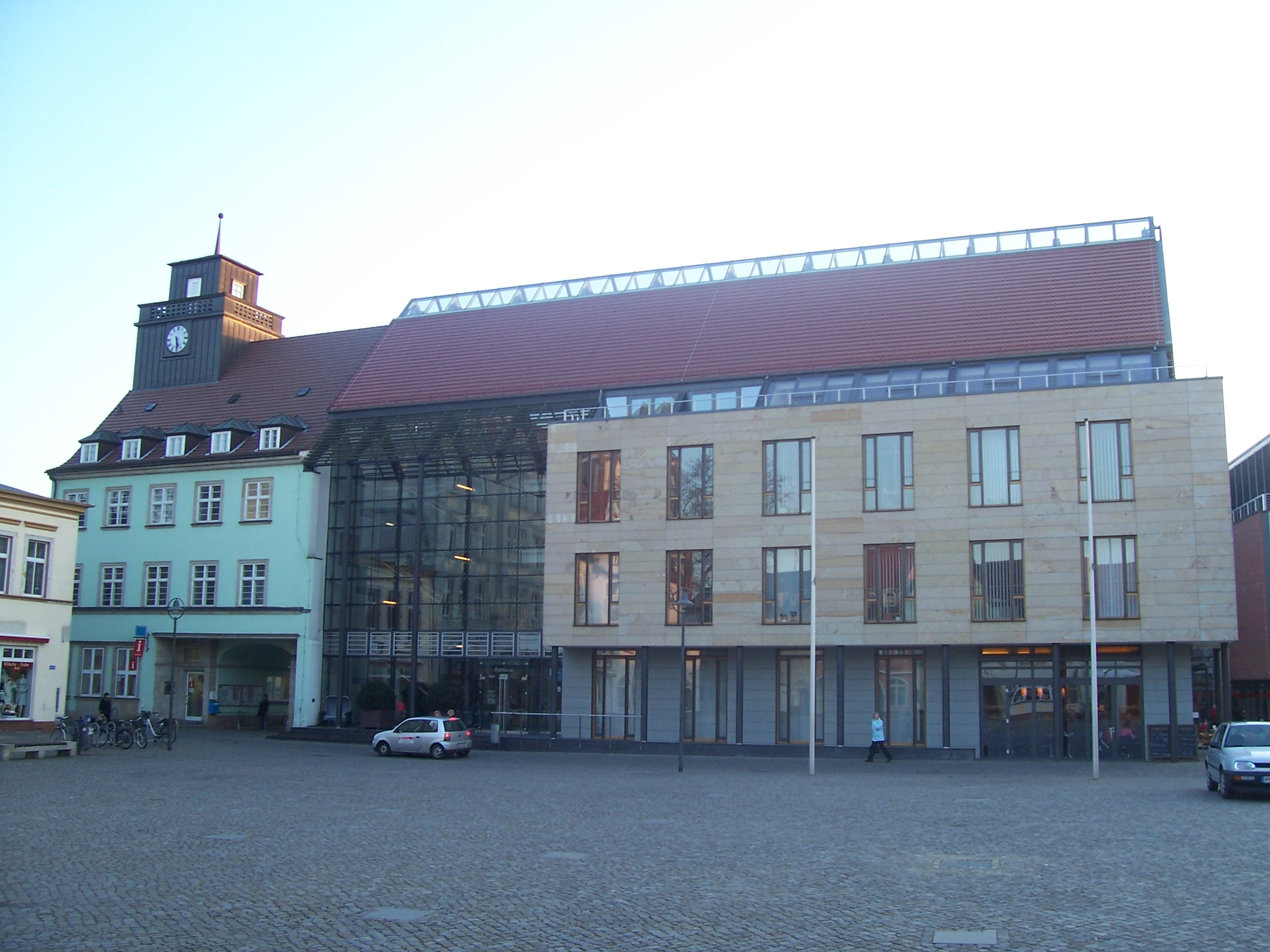
Rathaus, Südseite des Marktes

Der denkmalgeschützte Markt in Senftenberg ist der größte Platz der südbrandenburgischen Stadt.

## Geschichte
Mit Gründung der Stadt im 13. Jahrhundert wurde der trapezförmige Markt nordwestlich der Burg abgesteckt. Ursprünglich mündeten fünf Straßen auf den Markt: Schlossstraße, Kreuzstraße, Rathausgasse, Schmiedegasse und Kirchgasse. Der nördliche Zugang zur Bahnhofstraße existierte noch nicht, er entstand erst mit Öffnung der Stadt im 19. Jahrhundert nach Norden. Zwischen den einmündenden Straßen entwickelte sich die Stadt. Nordöstlich des Marktes auf dem Kirchplatz steht die Peter-Paul-Kirche, die die Gebäude am Markt überragt. Am Durchgang zur Kirche befanden sich die Fleischbänke.
Im Jahr 1573 wurde erstmals ein Marktbrunnen als Röhrkasten erwähnt. Im Jahr 1681 bekam er eine Steineinfassung. Das Wasser kam über eine hölzerne Röhrfahrt aus der Sojenza bei Sauo. Der Brunnen befand sich vor der Apotheke an der Ostseite des Marktes. Durch die Tätigkeiten des Bergbaus versiegte das Wasser in der Mitte des 19. Jahrhunderts und der Brunnen wurde aufgegeben.
Eine Kursächsische Postmeilensäule stand von 1731 bis 1847 auf dem Markt. Unter preußischer Herrschaft wurde sie abgebaut. Die Reste befinden sich im Kreismuseum. Im Jahr 2000 wurde eine Kopie der Postmeilensäule aufgestellt.
Im Jahr 1898 wurden vier Gaskandelaber auf dem Markt aufgestellt. Nachdem der Markt 1932 gepflastert wurde, fanden die Wochenmärkte auf dem südlich gelegenen Neumarkt statt. Zu dieser Zeit wurde ein Stahlbetonmast aufgestellt, der in Anspielung auf den damaligen Bürgermeister Herrmann Lindemann als Langer Herrmann genannt wurde. Zu DDR-Zeiten trug der Markt den Namen Platz der Freundschaft.
Mit der Neugestaltung des Markts zum Ende der 1990er-Jahre wurde der Lange Herrmann entfernt. Die Südseite des Marktes wurde durch den Rathausneubau 1998 sowie den Neubau für die Sparkasse Niederlausitz 1999 geschlossen. Seit 1999 werden die Wochenmärkte wieder auf dem Markt abgehalten.

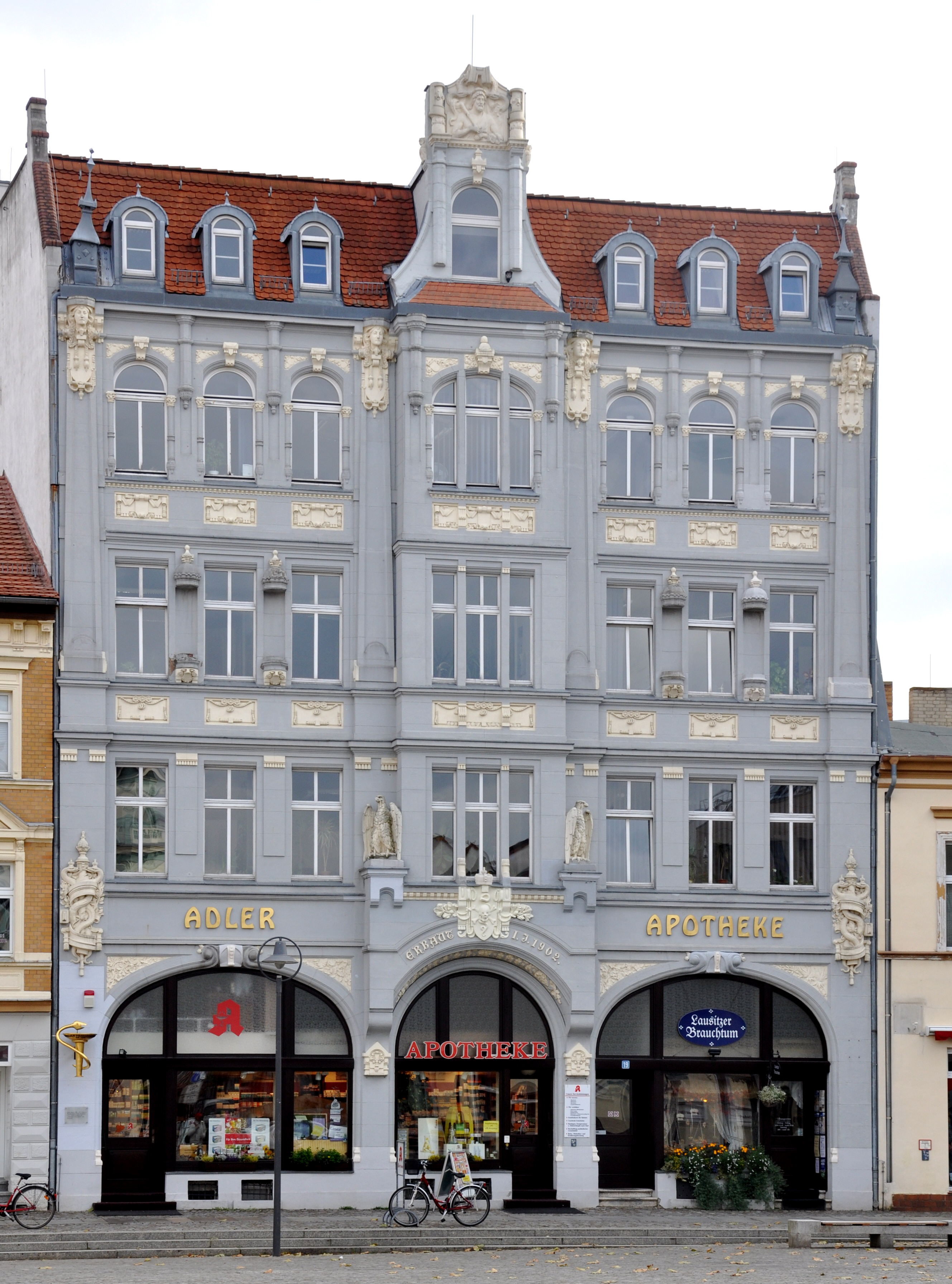
Adler-Apotheke

Der 1998 fertiggestellte Rathausneubau erhielt 1999 den Architekturpreis des Landes Brandenburg. Im Osten schließt der Bau an den Rathausbau aus dem Jahr 1928/1929 an. Dieser hatte mit einer Neigung von 72,9 Grad das steilste Dach der DDR. Das ursprüngliche Rathaus wurde 1976 wegen Baufälligkeit abgerissen. Bis zum Neubau blieb die Südseite des Marktes unbebaut. Auf der Freifläche zwischen Rathausneubau und dem Gebäude der Sparkasse Niederlausitz steht die Plastik Hidden Treasure von Volker Bartsch. Eines der markantesten Gebäude am Markt ist die 1902 in wilhelminischer Zeit errichtete Adler-Apotheke an dessen Ostseite. Das fünfgeschossige Gebäude bricht die überwiegend zweigeschossige Bebauung des Marktes auf. Die Fassade ist reich geschmückt, unter anderem mit Schlangen und Totenschädeln sowie zwei überlebensgroßen Adlern, die der Apotheke den Namen geben. Im Erdgeschoss befinden sich die Geschäftsräume der Apotheke. Von 1949 bis 1951 lebte der Schriftsteller Erwin Strittmatter in dem Gebäude, der als Zeitungsredakteur in Senftenberg arbeitete. Die erste Apotheke wurde 1680 erwähnt, der erste Apotheker war Christian Gottlieb Raack. Seit 1754 war ein Amtsphysikus angestellt. An der Nordseite stehen die ältesten Häuser des Marktes. Sie verfügen über Rundbogenportale mit Kutschersteinen. Das älteste Haus befindet sich am Durchgang zur Kirche. Es ist denkmalgeschützt. Über seinem Portal steht die Jahreszahl 1675 und der Psalm 33, 32 „Deine Güte, Herr, sei über uns, wie wir auf Dich hoffen.“